# Diazonidae
Famille
Les Diazonidae sont une famille de tuniciers de l'ordre (ou sous-ordre) des Aplousobranchia.

## Liste des genres
Selon World Register of Marine Species (15 septembre 2019) :
- genre Diazona Savigny, 1816
- genre Pseudodiazona Millar, 1963
- genre Pseudorhopalaea Millar, 1975
- genre Rhopalaea Philippi, 1843
- genre Tylobranchion Herdman, 1886

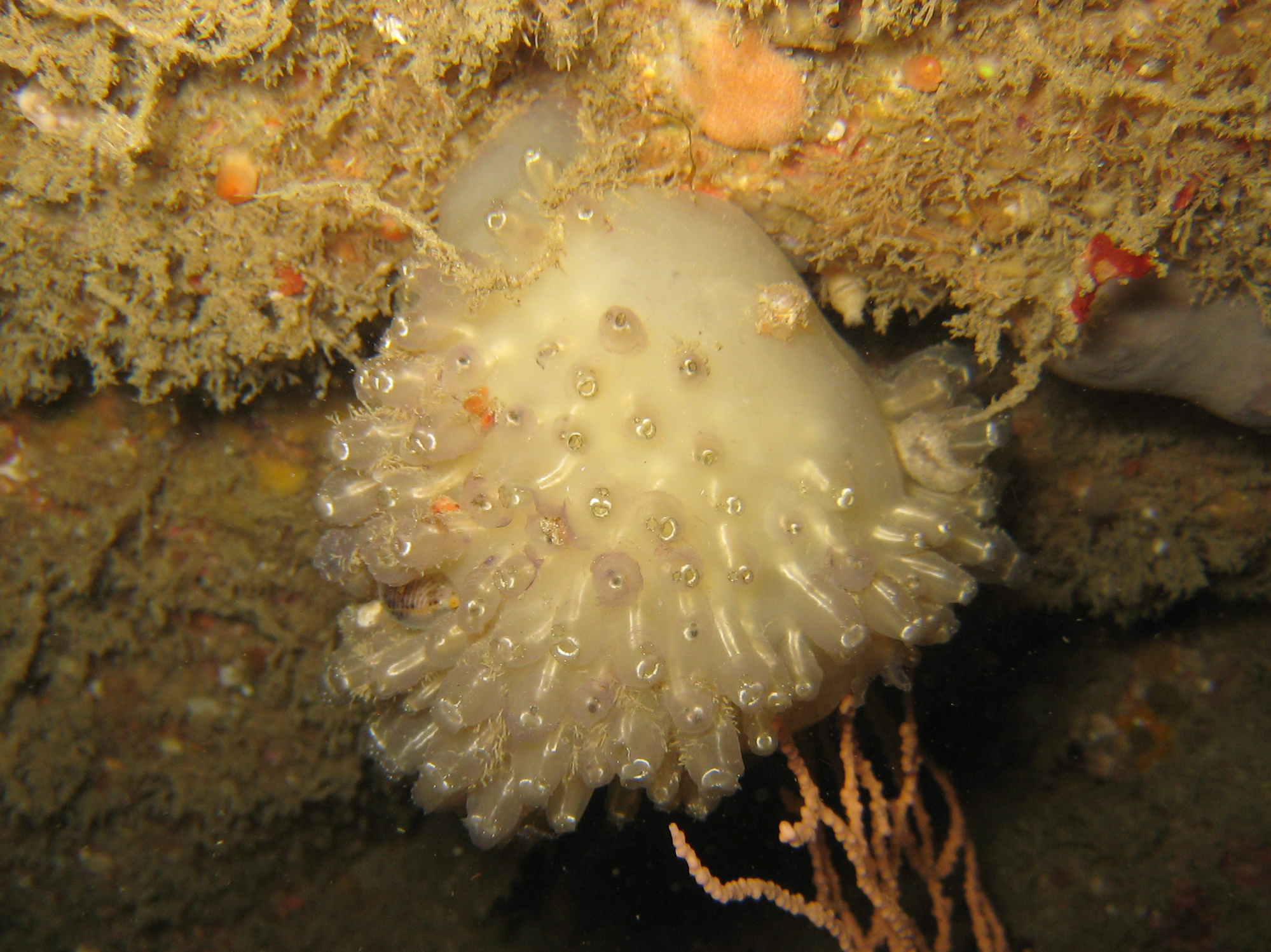
Diazona violacea
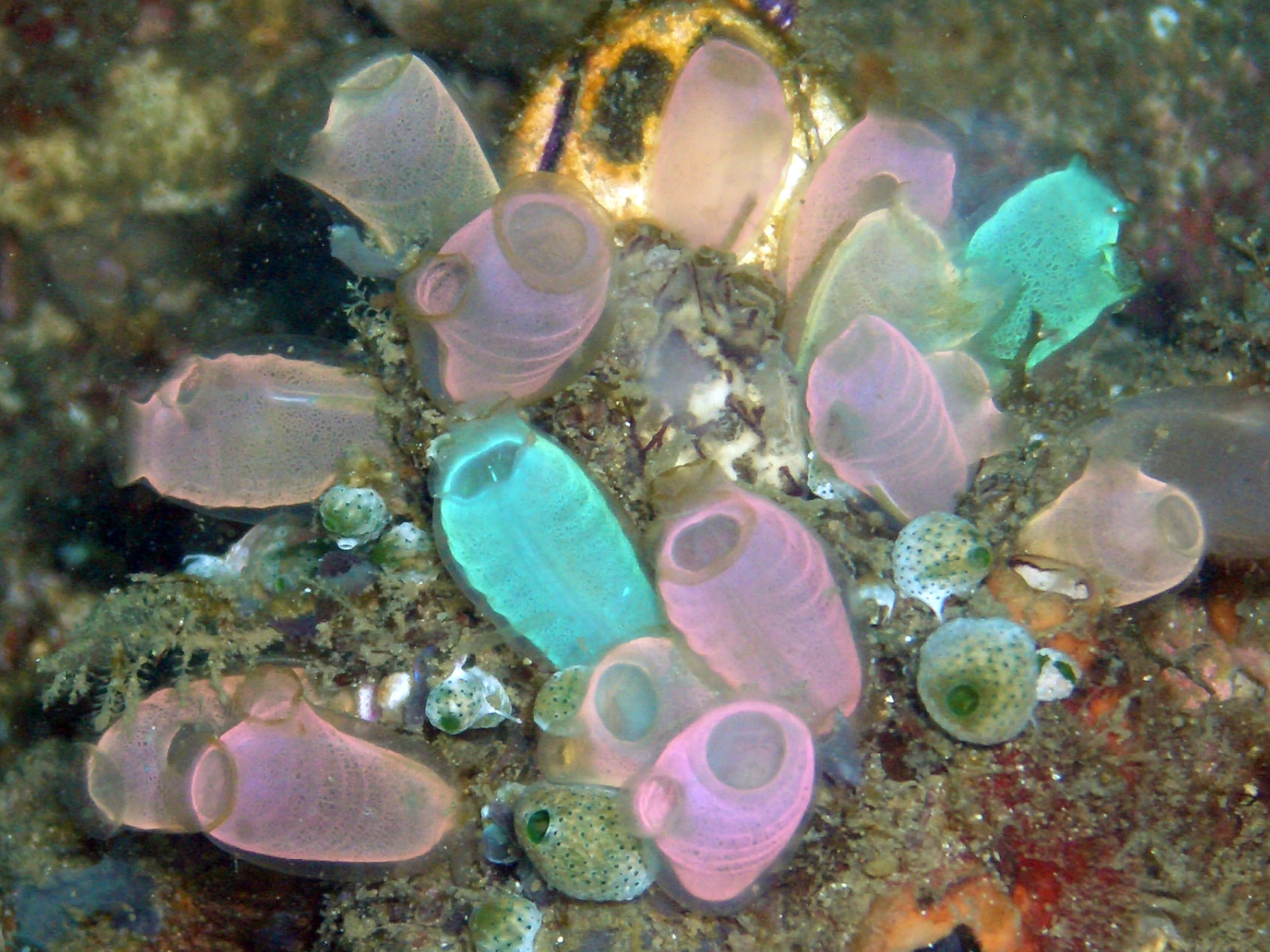
Rhopalaea Crassa